# Рёэлл, Будевейн
Будевейн Рёэлл (нидерл. Boudewijn Röell, род. 12 мая 1989, Лейдсендам, Южная Голландия) — голландский спортсмен, гребец, призёр кубка мира и чемпионата мира по академической гребле, а также летних Олимпийских игр 2016 года. Многократный призёр чемпионата Европы по академической гребле 2013, 2018 и 2019 года.

## Биография
Будевейн Рёэлл родился 12 мая 1989 года в городе Лейдердорп, Южная Голландия. Профессиональную карьеру гребца начал с 2006 года. Первые соревнования международного уровня, на которых Рёэлл принял участие был — чемпионат мира по академической гребле 2009 года до 23 лет в Рачице (2009 UNDER 23 WORLD ROWING CHAMPIONSHIPS). В составе четвёрки с результатом 06:21.980 он занял 1 место, уверенно обогнав соперников из Хорватии (06:24.640 — 2е место) и Великобритании (06:25,620 — 3-е место).
Бронзовая медаль была завоевана на чемпионате мира по академической гребле 2015 года, который проходил во французском городе Эгбелет-ле-Лак. Рёэлл, в составе голландской восьмёрки с результатом 05:38.090 занял третье место.
На II этапе Кубка мира по академической гребле 2016 года в Люцерне (2016 WORLD ROWING CUP II) голландская восьмёрка гребцов была представлена составом: Кай Хендрикс, Роберт Люккен, Боаз Мейлинк, Будевейн Рёэлл, Оливир Сигелар, Дирк Эйттенбогард, Мехил Верслёйс, Тони Витен, Петер Вирсум. В финальном заплыве с результатом 05:28.560 они уверенно завоевали золотую медаль, оставив позади своих прямых конкурентов из Германии (05:30.300 — 2е место) и США (05:30.540 — 3е место). Команда из Великобритании финишировала лишь четвёртой (05:31.470).
На летних Олимпийских играх 2016 в Рио-де-Жанейро, Рёэлл заработал бронзу в составе восьмёрки. Голландские гребцы с результатом 05:31,590 уступили первенство командам из Великобритании (05:29.630 — 1е место) и Германии (05:30,960 — 2-е место). Со старта голландские спортсмены шли пятыми и улучшили свой результат на одну позицию выше после преодоления отрезка пути в 1000 м. После этого, обогнав соперников из Новой Зеландии, они шли третьими до конца дистанции.